# Rejon iwaniwski (obwód odeski)
Rejon iwaniwski – była jednostka administracyjna wchodząca w skład obwodu odeskiego Ukrainy.
Rejon utworzony w 1923, ma powierzchnię 1162 km² i liczy 25 831 mieszkańców. Siedzibą władz rejonu jest Iwaniwka.
Na terenie rejonu znajdują się 3 osiedlowe rady i 10 silskich rad, obejmujących w sumie 43 wsie.

## Miejscowości rejonu
- Adamiwka (Адамівка)
- Bałanyny (Баланини)
- Baranowe (Баранове)
- Biłka (Білка)
- Błonśke (Блонське)
- Bohunowe (Богунове)
- Buzynowe (Бузинове
- Czerwonoznamjanka (Червонознам'янка)
- Czerniachiwśke (Черняхівське)
- Dżuhastrowe (Джугастрове)
- Hudewyczewe (Гудевичеве)
- Iwaniwka (Іванівка)
- Kałyniwka (Калинівка)
- Kozłowe (Козлове)
- Konoplane (Конопляне)
- Lizinka (Лізинка)
- Lubotajiwka (Люботаївка)
- Łenina (Леніна)
- Małyniwka (Малинівка)
- Marcijanowe (Марціянове)
- Masłowe (Маслове)
- Mychajłopil (Михайлопіль)
- Nyżnij Kujalnyk (Нижній Куяльник)
- Nowakowe (Новакове)
- Nowi Szompoły (Нові Шомполи)
- Pawłynka (Павлинка)
- Petriwka (Петрівка)
- Pryczepiwka (Причепівка)
- Prochorowe (Прохорове)
- Radisne (Радісне)
- Ruśka Słobidka (Руська Слобідка)
- Seweryniwka (Северинівка)
- Syłiwka (Силівка)
- Sozoniwka (Созонівка)
- Sokołowe (Соколове)
- Suchomłynowe (Сухомлинове)
- Szamaniwka (Шаманівка)
- Szczorsowe (Щорсове)
- Szerowe (Шерове)
- Tarasiwka (Тарасівка)
- Ulaniwka (Улянівка)
- Wasyliwka (Василівка
- Wełykyj Bujałyk (Великий Буялик)
- Werchnij Kujalnyk (Верхній Куяльник)
- Wowkowe (Вовкове)
- Żowte (Жовте)